# Namibesia pallida
Namibesia pallida är en spindeldjursart som beskrevs av Lawrence 1962. Namibesia pallida ingår i släktet Namibesia och familjen Daesiidae. Inga underarter finns listade i Catalogue of Life.